# لورن فونیکس
لورن فونیکس (انگلیسی: Lauren Phoenix؛ زاده ۱۳ مهٔ ۱۹۷۹) بازیگر هرزه نگاری پیشین اهل کانادا است.